# Маяк острова Плам
Маяк острова Плам (англ. Plum Island Light) — маяк, расположенный в проливе Лонг-Айленд на небольшом острове Плам, округ Саффолк, штат Нью-Йорк, США. Построен в 1827 году. Деактивирован в 1978 году.

## История
Небольшой остров Плам расположен к востоку от острова Лонг-Айленд у восточного входа в пролив Лонг-Айленд. Судоходство в этом районе достаточно интенсивное, и 18 мая 1826 года Конгресс США выделил 4 000$ на строительство маяка в западной части острова. В 1827 году строительство было завершено, маяк представлял собой восьмиугольную каменную башню высотой 10,7 метров и каменный дом смотрителя. Для освещения использовались масляные лампы. В 1856 году на маяк была установлена линза Френеля. Состояние построек ухудшалось, и 3 марта 1869 года Конгресс выделил средства на строительство нового маяка. Новый маяк был построен по тому же проекту, что и маяки Морган-Пойнт, острова Грэйт-Каптен и острова Шеффилд в Коннектикуте, маяк Олд-Филд-Пойнт в штате Нью-Йорк и Северный маяк острова Блок в Род-Айленде. Он представлял собой двухэтажный дом смотрителя в викторианском стиле из гранитных блоков, на крыше которого была расположена восьмиугольная башня маяка высотой 13 метров. В 1978 году Береговая охрана США построила автоматический маяк неподалеку, и маяк острова Плам был выведен из эксплуатации.
В 1994 году оригинальная линза Френеля, использовавшаяся на маяке, была выставлена в музее города Гринпорт, штат Нью-Йорк.
В 2011 году маяк был включен в Национальный реестр исторических мест.

## Фотографии

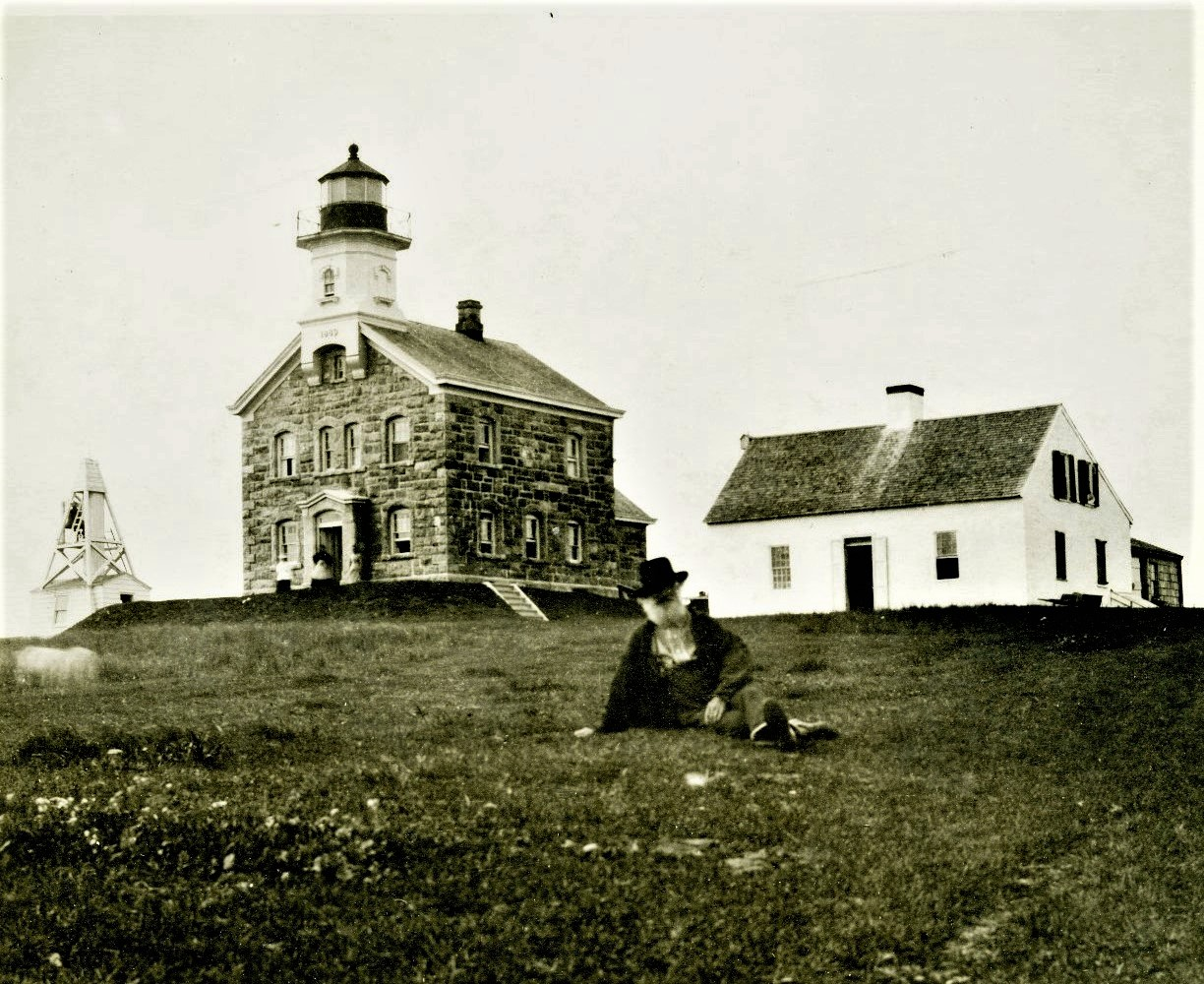
фотография маяка 1879 года, выставленная в Бруклинском музее